# Ellen de Lange
Ellen de Lange (* 19. April 1965) ist eine ehemalige niederländische Rollstuhltennisspielerin.

## Karriere
Ellen de Lange startete in der Klasse der Paraplegiker.
Sie nahm an den Paralympischen Spielen im Jahr 1988 in Seoul teil, als das Rollstuhltennis als Demonstrationssportart zum Programm gehörte. In der mit lediglich vier Spielern besetzten Einzelkonkurrenz schied sie in der ersten Runde gegen Chantal Vandierendonck aus und gewann damit Bronze.
In der Weltrangliste erreichte sie ihre besten Platzierungen im Einzel mit Rang fünf am 26. Januar 1993 und im Doppel mit Rang 19 am 14. Februar 1995.